# Concierto para dos pianos n.º 10 (Mozart)

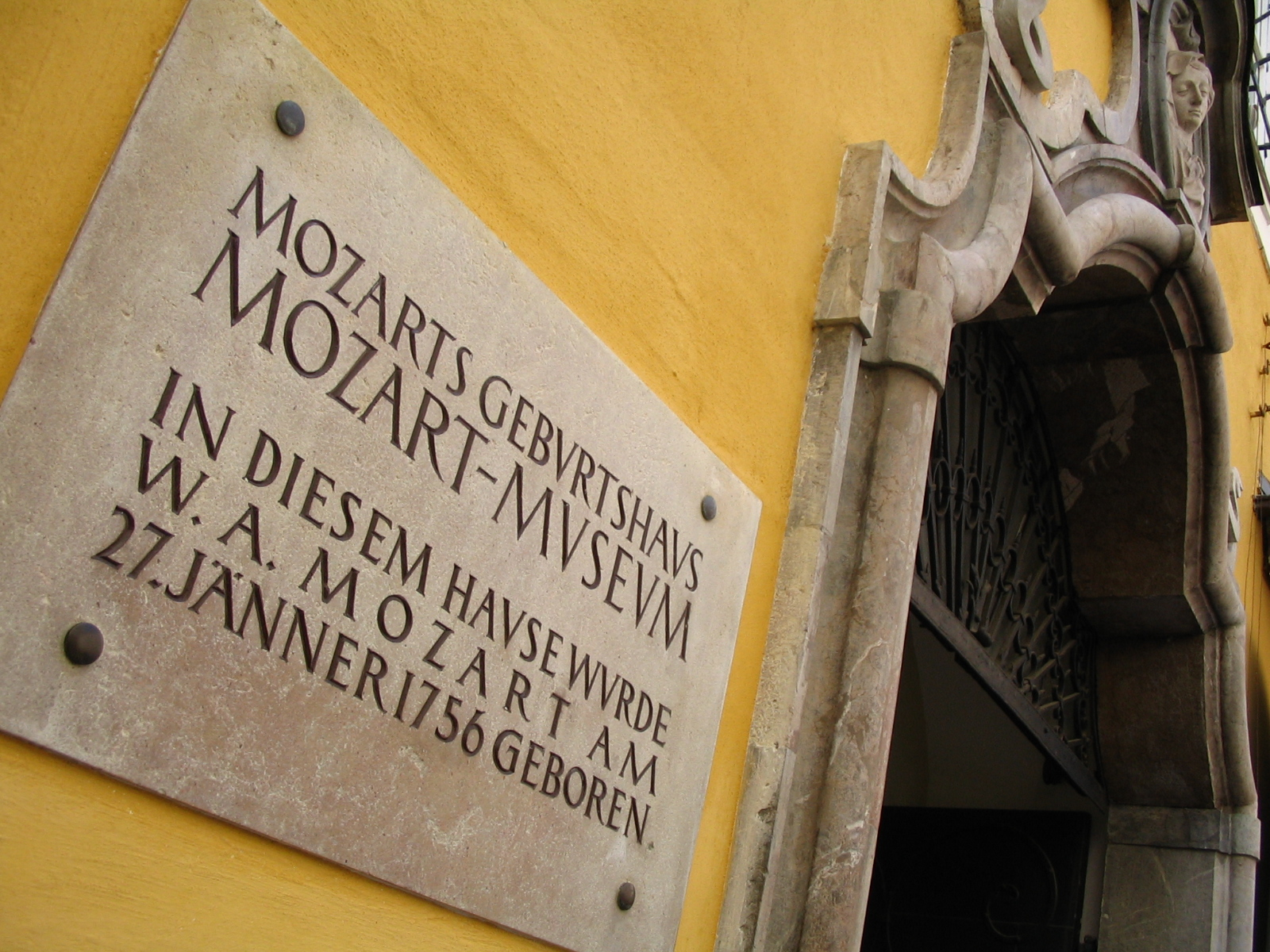
Austria, Salzburgo, Getreidegasse

El Concierto para dos pianos n.º 10 en mi bemol mayor, K. 365/316a, de Wolfgang Amadeus Mozart fue escrito en 1779. Mozart lo escribió para poder interpretarlo junto a su hermana Nannerl. Tenía veintitrés años de edad y estaba a punto de dejar Salzburgo para establecerse en Viena. 

## Estructura
El concierto está escrito para dos pianos, dos oboes, dos fagotes, dos trompas; y cuerdas. 
Consta de tres movimientos:
1. Allegro, 4/4.
2. Andante, en si bemol mayor, 3/4.
3. Rondó: Allegro, 2/4.

El concierto se desvía del usual concierto para piano solo con el diálogo entre los dos pianos mientras intercambian ideas musicales. Mozart divide los pasajes más llamativos por igual entre los dos pianos. Además, la orquesta permanece mucho menos activa que en otros conciertos para piano de Mozart, dejando la mayoría de la música a los solistas.
El primer movimiento es lírico y "maravillosamente espacioso, como si Mozart estuviese disfrutando completamente de sí mismo y dejando sus ideas fluir libremente," como ha observado Ledbetter.
El movimiento central es lento y refinado; la orquesta permanece en un segundo plano tras los alegres pianistas. 
El finale es un rondó lleno de impulsos rítmicos y, tras una serie de pasajes de elegancia lírica, hay un exuberante regreso al tema principal del rondó.